# Stanisław Bobak
Stanisław Bobak (Poronin, 12 marzo 1956 – Zakopane, 12 novembre 2010) è stato un saltatore con gli sci polacco.

## Biografia
Nato a Ząb di Poronin, debuttò in campo internazionale in occasione della tappa del Torneo dei quattro trampolini di Oberstdorf del 30 dicembre 1972 (36°). In Coppa del Mondo esordì nella gara di Oberstdorf del 30 dicembre 1979 (101°) e ottenne la prima vittoria, nonché primo podio, il 26 gennaio 1980 a Zakopane.
In carriera prese parte a due edizioni dei Giochi olimpici invernali, Innsbruck 1976 (28° nel trampolino normale, 37° nel trampolino lungo) e Lake Placid 1980 (10° nel trampolino normale, 22° nel trampolino lungo).

## Palmarès

### Coppa del Mondo
- Miglior piazzamento in classifica generale: 3º nel 1980
- 4 podi (tutti individuali):
  - 1 vittoria
  - 2 secondi posti
  - 1 terzo posto

#### Coppa del Mondo - vittorie
| Data            | Località | Nazione | Trampolino          |
| --------------- | -------- | ------- | ------------------- |
| 26 gennaio 1980 | Zakopane | Polonia | Średnia Krokiew K82 |

### Torneo dei quattro trampolini
- 2 podi di tappa:
  - 2 secondi posti